# Château de Crampagna
Le château de Crampagna est situé sur la commune de Crampagna, dans le département de l'Ariège, en France.
Les façades et les toitures sont d'abord inscrites au titre des monuments historiques par arrêté du 19 juillet 1977 puis la totalité du château est inscrite au titre des monuments historiques par arrêté du 17 septembre 2015.

## Historique
La colline sur laquelle est installé le château étant un point stratégique, cela peut expliquer son occupation à l'époque romaine. Le tumulus a été mis à niveau à cette époque. Depuis cet endroit, il est possible de voir la vallée de l'Ariège. 
La tour-poste (ou tour carrée) est la partie la plus ancienne ; elle remonte au XIIIe siècle, construite sur un piton rocheux en pierres de Vernajoul. Elle était alors habitée par des cousins du comte de Foix et avait une fonction de guet.
Crampagna/Crampaignac appartint à la famille de Roquefort, aussi maîtresse de Marquein et d'Arignac (dont Blaise de Roquefort († 1573) ; maison noble peut-être originaire de Roquefort), suivie des Comenges/Comminges (semble-t-il issus de la branche des Comminges qui avait Pontéjac). Dans la première moitié du XVIIe siècle, Arignac et Crampagna changèrent de mains car Raimond de Comminges, baron de Pontéjac et d'Arignac, seigneur brigand, fut condamné par le Parlement en 1614 et mourut en prison ou exécuté. Plus tard, ses biens échurent à François de Minut, baron du/de Castéra, sénéchal de Rouergue, dont la veuve héritière, Anne-Catherine du Bouzet de Roquépine, épousa en 1647 Marc-Antoine de Galard-Terraube : cette dernière maison assuma la baronnie d'Arignac et la seigneurie de Crampagna, jusqu'à la Révolution. 
Divers travaux de construction sont réalisés aux XIVe siècle, XVIIe siècle et XVIIIe siècle. Ce château connaît des batailles importantes pendant les guerres de Religion. Pris par le protestant Audou en 1585 (Jean-Claude de Lévis-Léran, sgr. de Bélesta, Audou — cf. Pech Audou à Bélesta — et Fougas, gouverneur du comté de Foix pour Henri IV ; sa sœur Germaine de Lévis était la femme de Blaise de Roquefort), il est récupéré par le seigneur Pontégnan ; des batailles ont lieu, dirigées par Audou et Rieux de Pelleport. En 1586, il faut 107 coups de canon tirés pour obtenir sa reddition. Des combats menés par Audou continuent jusqu'en 1588, principalement à l'encontre du clergé. Il n'y a plus beaucoup de traces de l'enceinte. Une partie de la construction du XIVe siècle comprenait un bloc rectangulaire avec une fenêtre semi-circulaire sur le côté sud et une fenêtre trilobée sur le côté nord.
Les côtés sud et nord sont construits au XVe siècle sous la famille de Pontéjac et constituent la partie centrale.
L'histoire de la troisième partie, construite par Catherine de Roquépine, remonte à 1712.
La famille des marquis de Galard-Terraube possède le château jusqu'à la Révolution. Il devient bien national après l'émigration d'Antonin Galard de Terraube aux États-Unis.
Stanislas Proszynski, ingénieur des Ponts et Chaussées, qui a installé la plupart des lignes de chemin de fer en Ariège, acquiert le château.
Son fils, le sculpteur Henri Proszynski (d) (1887-1969) y réside et y travaille de temps à autre.
En 1996, la famille Chanchevrier achète le château.
Les archives concernant l'édifice sont conservées dans la ville de Pau, dans les Pyrénées-Atlantiques.

## Description
Le château contient une chapelle, dont la salle est caractérisée par l'emploi d'ogives avec des nervures sculptées et une porte gothique. Au coin de la rue se trouve l'emplacement du premier donjon où se trouve l'escalier en colimaçon et le cachot. Le bâtiment du XVIe siècle est adjacent au bâtiment nord. Il ne contient pas de rainures destinées au jeu des madriers et des mâchicoulis. 
Une gargouille se trouve dans les restes d'un ancien mur de l'enceinte.
La partie du XVIIIe siècle est constituée de grosses pierres naturelles et dévoile des espaces ouverts, au sud, datant de la Renaissance. Elle renferme des voûtes cintrées disposées dans de grandes salles.

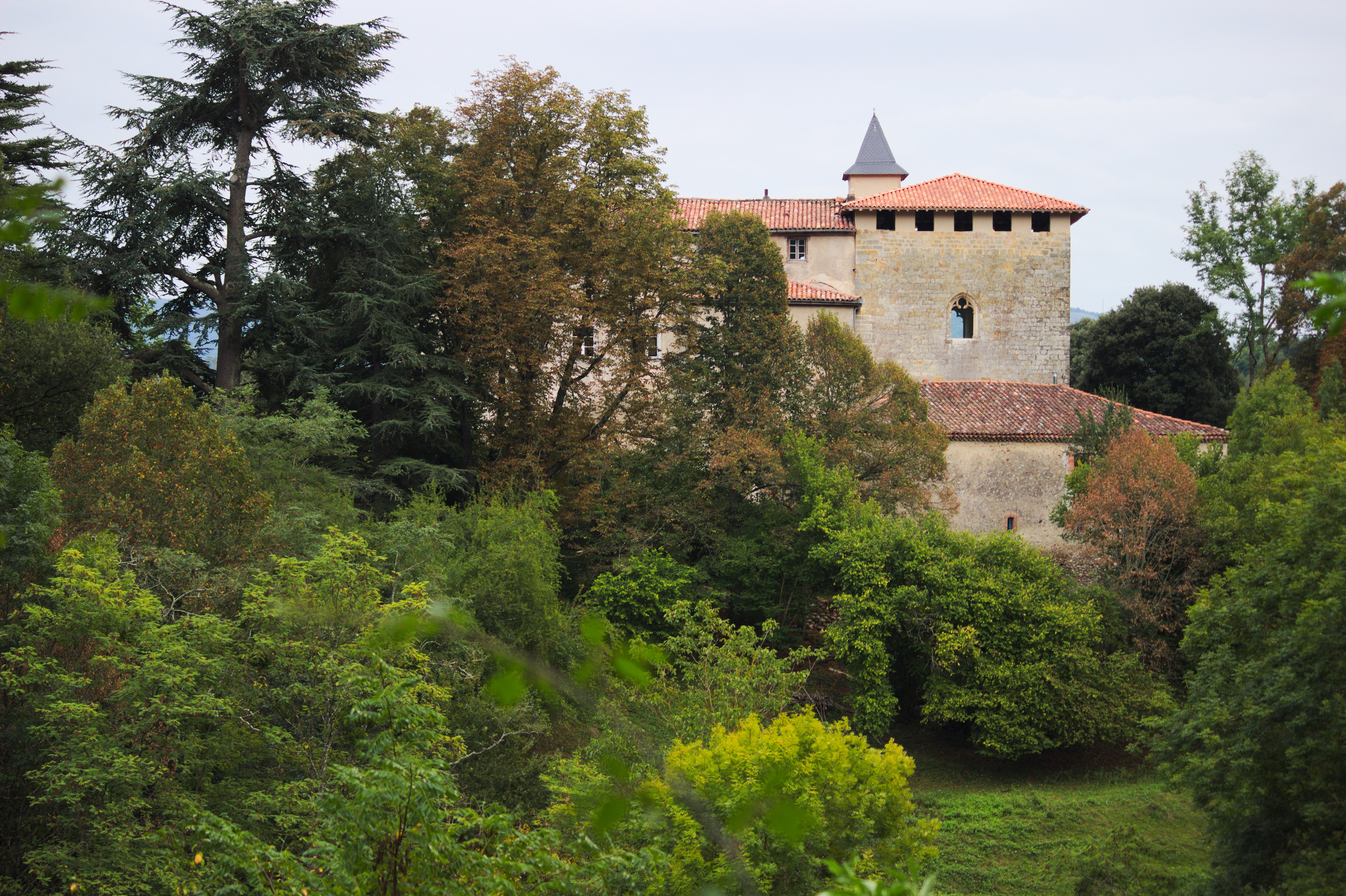
Façade nord.
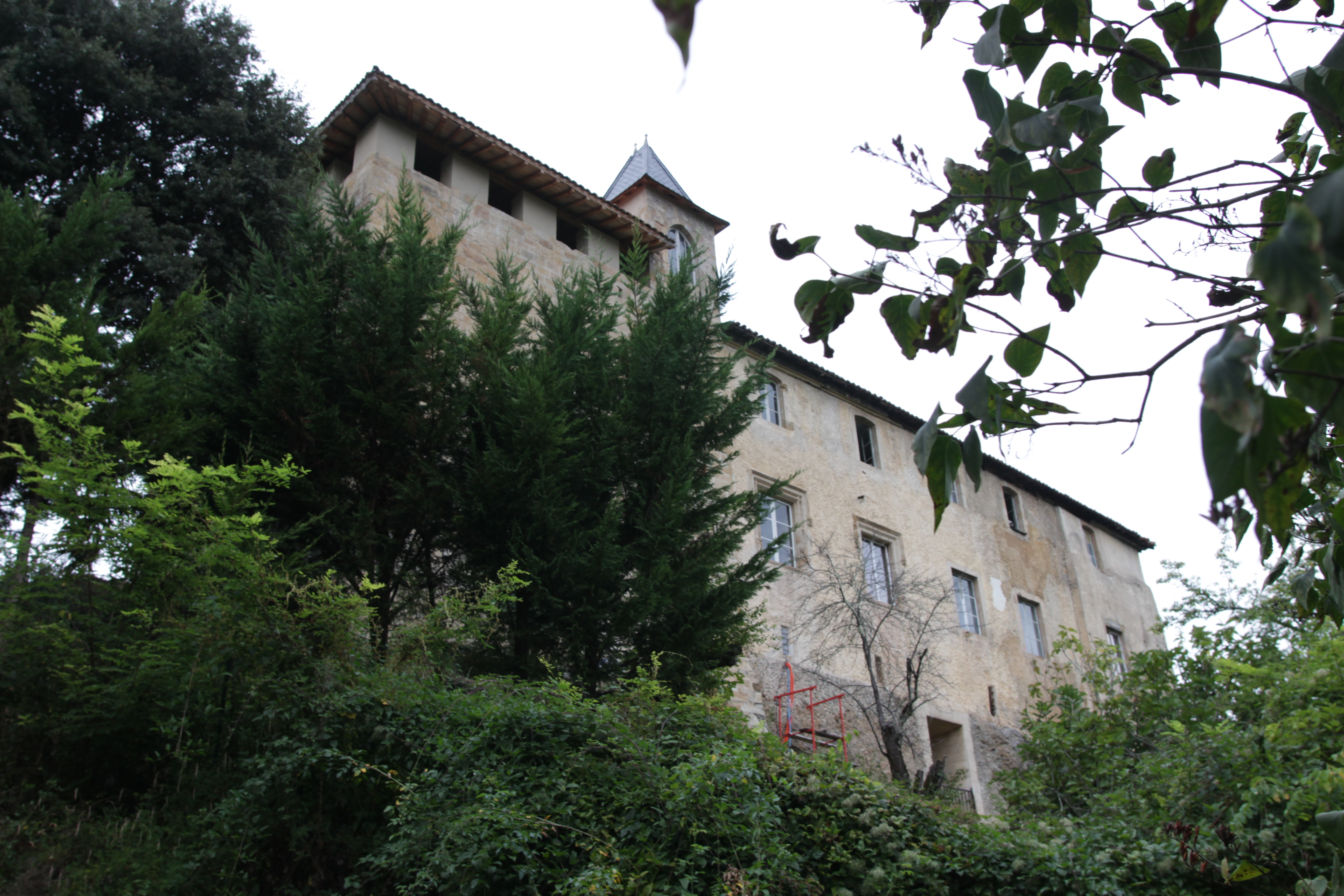
Façade sud.

## Valorisation du patrimoine
Le château est aujourd’hui une propriété privée qui est visitable avec une réservation préalable obligatoire.